# 1810.
◄ | 18. stoljeće | 19. stoljeće | 20. stoljeće | ►
◄ | 1780-ih | 1790-ih | 1800-ih | 1810-ih | 1820-ih | 1830-ih | 1840-ih | ►
◄◄ | ◄ | 1807. | 1808. | 1809. | 1810. | 1811. | 1812. | 1813. | ► | ►►
Arhitektura • Astronomija • Biologija • Glazba • Kazalište • Kemija • Kiparstvo • Knjige • Književnost • Kršćanstvo • Meteorologija • Medicina • Politika • Pravo • Promet • Slikarstvo • Šport • Znanost

## Događaji
- 1. travnja – ukida se tjednik "Il Regio Dalmata – Kraglski Dalmatin" – prve novine na hrvatskome jeziku.

## Rođenja
- 22. veljače – Frédéric Chopin, poljski skladatelj († 1849.)
- 8. lipnja – Robert Schumann, njemački skladatelj († 1856.)
- 13. lipnja – Antun Drobac, hrvatski ljekarnik, kolekcionar i trgovac († 1882.)
- 23. lipnja – Fanny Elssler,  austrijska balerina († 1884.)
- 30. lipnja – Stanko Vraz, hrvatski i slovenski književnik († 1851.)
- 5. srpnja – P. T. Barnum, američki poduzetnik († 1891.)

## Vanjske poveznice
|  | Zajednički poslužitelj ima još gradiva o temi 1810. |